# Solfara Vodi
La solfara Vodi, sita in provincia di Enna nei pressi di Assoro (un tempo Assaro), fu una solfara la cui attività è nota sin dagli inizi del Settecento, insieme a cinque sole altre solfare attive in tutta la Sicilia.
Di queste sei solfare non si hanno molte notizie, se non che quella di Vodi era la più grande del circondario e che vi lavoravano circa 100 operai in tutto; forse non tutte furono in attività contemporaneamente e la produzione annua complessiva stimata è stata non superiore a 500 tonnellate di zolfo. Ci sono notizie storiche che parlano di un'attività estrattiva dello zolfo antecedente a queste solfare note, ma l'autore non ritiene possa parlarsi di una attività estrattiva da miniera, quanto piuttosto asportazione di materiale solfifero presente in affioramenti superficiali presenti sul terreno agricolo. Di questa attività si hanno notizie a partire dal XII secolo.
La solfara Vodi prende il nome dalla contrada Li Vodi di Assoro; era esercitata da tale Angelo Lo Pinto, l'estrazione si svolgeva a profondità di 235 e 250 metri sotto la superficie. Era provvista di acqua potabile che giungeva con condutture in ghisa ed era distribuita gratuitamente agli operai.